# عقبة بن نافع
عُقْبَةُ بْنُ نَافِعٍ الْقُرَشِيُّ الْفِهْرِيُّ (قبيل 8 أو 10 هـ - 63 هـ) تابعي، قائد عسكري، من أبرز قادة الفتح الإسلامي للمغرب في عهد الخلافة الراشدة ثم الدولة الأُموية، ووالي إفريقية مرتين (47–55هـ) و (62-63هـ) في عهدي معاويةَ بْنِ أبي سفيانَ ويزيدَ بْنِ معاوية. يُلقَّب بفاتح إفريقية.
ولد عُقبة في بني فِهرِ بْنِ مالك من قبيلة قريش في مكة على عهد النبي محمد، لكن لم ير النبي ولم يسمع منه. فهو معدود من التابعين. شارك عقبة في الفتح الإسلامي لمصر، وسكن بها، ثم في فتح برقة، وزويلة والواحات، ثم ولاه عمرو بن العاص على برقة والمناطق التي افتتحها. وفي ولاية عبد الله بن سعد بن أبي السرح شارك عقبة في فتح سبيطلة. وبعدها عاد عقبة إلى مصر سنة 28 هـ وظل بمصر مدة ثلاث عشرة سنة حتى 41 هـ، وفي سنة 47 هـ ولاه معاوية بن حديج والي مصر على ولاية حرب إفريقية، وفي سنة 50 هـ فصل معاوية بن أبي سفيان ولاية إفريقية عن ولاية مصر، وولى على إفريقية عقبة بن نافع؛ فافتتح سرت وجرمة وقصطيلية ومجانة. وأمر ببناء القيروان لتكون معسكرًا لرباط المسلمين، واستمر بناؤها من سنة 51 هـ إلى سنة 55 هـ، وبنى بها المسجد الأعظم المعروف اليوم بجامع عقبة بن نافع.
عُزلّ عقبة عن إفريقية سنة 55 هـ، ووُلّيَ أبو المهاجر دينار عليها، فأساء إلى عقبة واعتقله وسجنه وألبسه الحديد حتى أتاه كتابٌ من معاوية بتخلية سبيله وإرساله إليه، فسار عقبة إلى دمشق، وظل بها حتى وفاة معاوية. ثم ولاه يزيد بن معاوية مرة أخرى على إفريقية سنة 62 هـ، فدخلها وافتتح الجريد وتاهرت، وقاتل أوربة فهرب زعيمهم كسيلة. وصالح يُليان حاكم طنجة وسبتة، ثم افتتح السوس الأدنى والسوس الأقصى حتى وصل إلى المحيط. وفي طريق العودة صرف عقبة جل عساكره إلى القيروان، وبقي معه حوالي 300 رجل فقط، فاستغل كسيلة ذلك، وحشد جيشًا قوامه خمسون ألف مقاتلٍ تقريبًا، والتقى مع عقبة وأصحابه، فقتل عقبة وأبو المهاجر وأغلب الجيش، ووقع في الأسر قلة منهم.

## نسبه وأسرته

### نسبه
- هو عقْبة بن نافع بن عبد القيس بن لقيط بن عامر بن أميّة بن الظّرب بن الحارث بن عامر بن فهر،[2] بن مالك بن النضر (قريش) بن كنانة بن خزيمة بن مدركة بن إلياس بن مضر بن نزار بن معد بن عدنان.[3]
- أمه: اختُلف في أمه، فقال محمد بن سعد البغدادي أن أمه من قبيلة لخم.[4] وقال ابن الأثير الجزري إنه كان أخًا لعمرو بن العاص لأمه، أي إن أمه سلمى بنت حرملة.[2]
- اتفقت المصادر على وجود صلة قرابة بينه وبين عمرو بن العاص، واختلفوا في تحديد هذه الصلة، فقال ابن الأثير الجزري إنه كان أخًا لعمرو بن العاص لأمه،[2] وقال ابن عبد البر إنه ابن خالة عمرو بن العاص،[5] وقال ابن حجر العسقلاني أن عمرًا خاله.[6] وقال شمس الدين الذهبي: هو ابن أخي العاص بن وائل السهمي لأمه، حيث كان العاص بن وائل ونافع بن عبد قيس إخوة من الأم.[7]

### أسرته
ولد عقبة بن نافع عياضًا وأبا عبيدة وعبد الرحمن وعمْرًا لأمهات أولاد، وأمة الله وأمّ نافع. وأمهما بنت عميْرة بن موْهبة منْ بني سهْم بن عمْرو، ولنسله بقية في مصر والشام وإفريقية. ومن نسل حفيده حبيب بن أبي عبيدة الفهري العديد من القادة والولاة، منهم والي إفريقية عبد الرحمن بن حبيب بن أبي عبيدة بن عقبة بن نافع، وابنه يوسف بن عبد الرحمن الفهري والي الأندلس.

## مولده

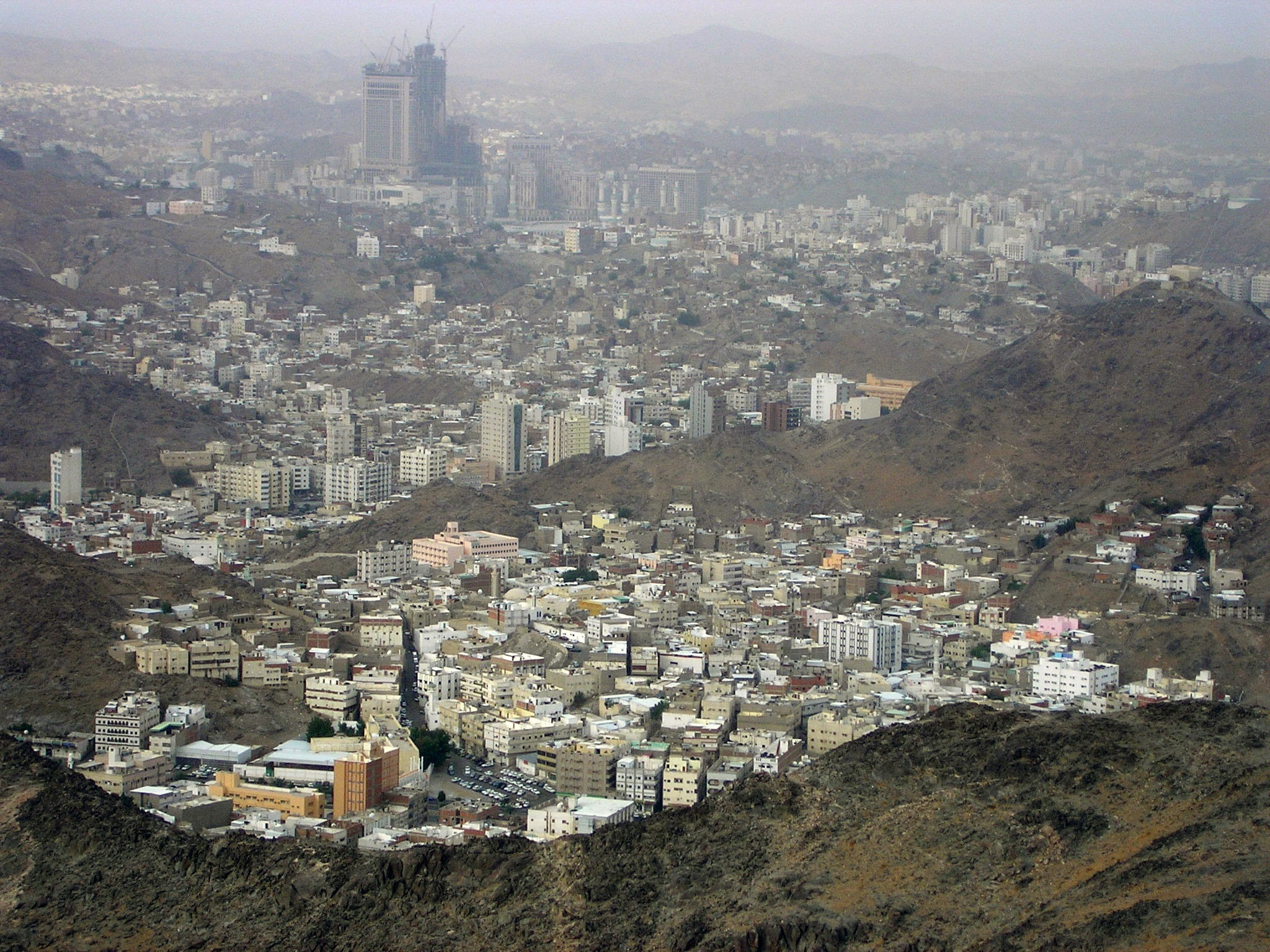
منظر كاشف لمكة من على متن جبل النور.

ولد عقبة في بني فهر بن مالك من قبيلة قريش في مكة، واتفقت المصادر على أنه ولد في عهد النبي محمد، لكن لا تصح له صحبة. فعقبة بن نافع ليس معدودًا في الصحابة، لأنه لم ير النبي ولم يسمع منه، بل من كبار التابعين ممن أدرك زمان النبوة. وقد توسع بعض العلماء وقالوا بثبوت شرف الصحبة لكل من ولد مسلمًا في زمان النبي، وقد أشار إلى هذا المعنى السيوطي في قوله: «ولد على عهد رسول الله ﷺ، لا تصح له صحبة، وقد ذكره ابن الربيع فيمن شهد مصر من الصحابة، ولا يعرف له حديث». وقال ابن حزم: «وأما من أدرك رسول الله ﷺ بعقله وسنه، إلا أنه لم يلْقه، فليس من الصحابة لكنه من التابعين».
كان أبوه نافع بن عبد القيس ممن نخس بزينب بنت النبي مع هبار بن الأسود لما توّجهت إلى المدينة، ومات أبوه قبيل فتح مكة. لذلك من المرجح ولادة عقبة قبل فتح مكة أي قبل 8 هـ. بينما ذكر ابن عذاري أن عقبة ولد قبل وفاة النبي محمد بسنة واحدة، أي حوالي عام 631م الموافق 10 هـ.

## مشاركته في المعارك الإسلامية

### الفتح الإسلامي لمصر
اشترك عقبة -في عهد عمر بن الخطاب- في الجيش الذي توجه لفتح مصر بقيادة عمرو بن العاص، واختط بها. ولما فتح المسلمون مصر بعث عمْرو بن العاص إلى القرى حولها الخيل تطؤهم، فبعث عقبة بن نافع بن عبد قيس على رأس الجند، فدخلت خيولهم أرض النّوبة غزاة، فلقي المسلمون من النوبة قتالًا شديدًا، ففي أول يوم رشقوهم بالنّبل، وجرح منهم عامتهم، وانصرفوا بجراحات كثيرة، فلم تفتّح النوبة، ورجع عقبة بالجند. وظلت النوبة لم تفتّح حتى ولّي مصر عبد الله بن سعد بن أبي السرْح، فسأله أهل النوبة الصلح والموادعة، فأجابهم إلى ذلك واصطلحوا على غير جزية، على هدية ثلاثمائة رأس في كل سنة، ويهدي إليهم المسلمون طعامًا مثل ذلك.

### فتح برقة وطرابلس وفزان

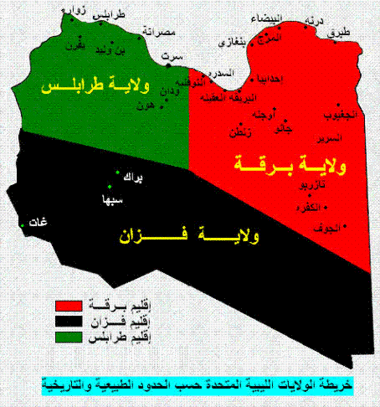
خريطة تبيِن التقسيم التاريخي الإسلامي لِليبيا، وتظهر فيها الحدود التقريبية لِإقليم أو ولاية فزَّان التي فتحها المُسلمون لِتأمين ظهورهم وحماية مكتسباتهم من غارات القبائل الصحراوية الضاربة على تخوم برقة وطرابلس.

بعث عمرو بن العاص نفرًا من جنده بقيادة عقبة بن نافع ليستطلعوا أحوال برقة ويوافوه بأخبارها قبل أن يتقدّم إليها، فسار عقبة إلى زويلة وأطراف برقة وما جاورها من البلاد، :6 فتبيّن له أنّ قبائل البربر التي تقطن تلك النواحي كانت في سكونٍ شاملٍ وهدوءٍ كامل. أرسل عقبة المعلومات التي حصل عليها إلى عمرو بن العاص، الذي قرر مواصلة السير لفتح كامل بلاد إنطابلس التي تعرف اليوم ببرقة. ولم يكن الطريق إلى برقة آنذاك صحراويًّا، بل كانت عليه سلسلةٌ من المدائن والمنازل متصلة، وأكثره أرض خصبة ذات زرع. كانت الرحلة بمثابة نزهة للمسلمين، فلم يصادفوا مقاومةً تذكر، وانضمّت إليهم أثناء السير بضعة قبائل بربريّة معلنةً ولائها للإسلام والمسلمين. ولمّا بلغت خيل ابن العاص برقة، ضربوا الحصار عليها، وعرض عليهم عمرو بن العاص الثلاث خصال التي عرضها على المقوقس وأهل مصر ومن قبلهم الشّام، وهي: الإسلام أو الجزية أو القتال. ووجد أهل برقة أنه لا طاقة لهم بقتال المسلمين فقبلوا المصالحة على أن يؤدوا جزية للمسلمين قوامها 13 ألف دينار، وأن يبيعوا من أحبّوا من أبنائهم في جزيتهم، وقيل كذلك دينار عن كل شخصٍ بالغ.:8
استمر عمرو بن العاص مسيره بالجند حتى أطرابلس فحاصرها شهرًا. وعلم المسلمون آنذاك أنّ الجهة البحريّة خالية من الدفاعات وغير محصنة، وأنهم يستطيعون النفاذ إليها من هناك، فرأوا استغلال حركة الجزر، وانتظار انحسار الماء عن المدينة من جهة البحر، فدخلت جماعة منهم بين أسوار المدينة والبحر وقاتلت الحامية المولجة بالدفاع عن هذه الجهة، وصاح أفرادها «الله أكبر»، فترددت أصداء التكبير في أزقّة المدينة وطرقاتها، فذعر المدافعون عنها، ودبّت الفوضى في صفوفهم، فحملوا ما استطاعوا من متاعهم وأسرعوا إلى السفن وأبحروا عليها هاربين، ولمّا رأى الحرّاس فرار الحامية البيزنطيّة، تركوا مراكزهم، فدخل عمرو وجيشه إلى المدينة.

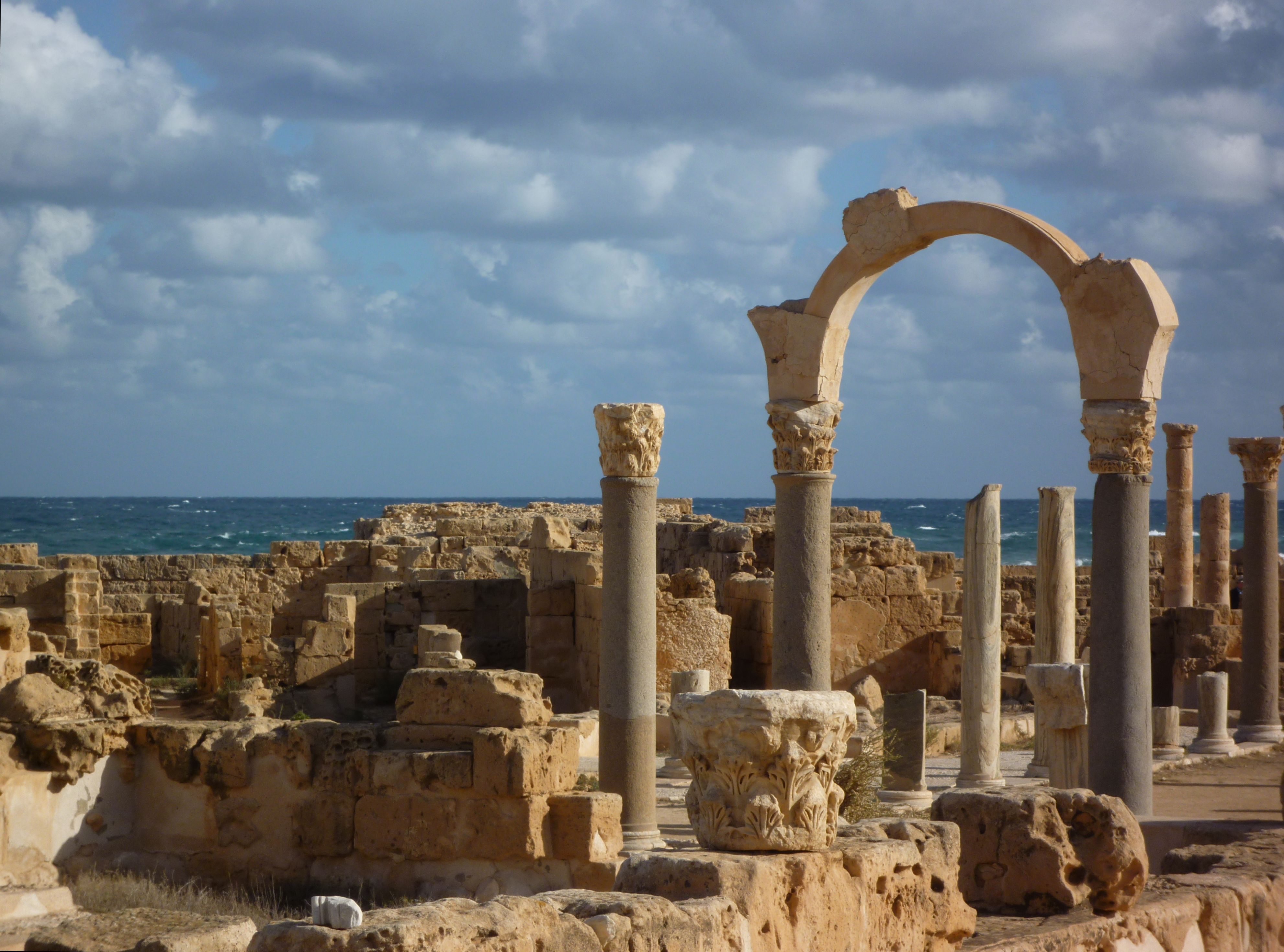
أطلال مدينة سبرت القديمة التي فتحها المُسلمون بعد تمام فتح طرابُلس الغرب.

وفي اليوم التالي، فاجأ ابن العاص أهل سبرت بخيله، وكانوا مستأمنين على منعة طرابلس التي كانت تحول بينهم وبين المسلمين، فهاجمها صباحًا على حين غرّة. وذعر السكّان، وقد ظنّوا أنّ المسلمين لا يزالون يحاصرون طرابلس، فاضطرّوا إلى فتح أبواب المدينة عند أوّل هجمة إسلاميّة. واحتوى المسلمون على ما فيها لأنّها فتحت عنوة. ولما تمكّن ابن العاص من فتح سبرت، كاتب عمرَ بنَ الخطاب يعلمه بالنصر، وأن التالي بلاد إفريقية، ويستأذنه في افتتاحها، فأبى عمر قائلاً: «لا إنّها ليْست بإفريقية، ولكنّها المفرّقة غادرةٌ مغْدورٌ بها، لا يغزوها أحدٌ ما بقيْت»، ويروي البلاذري ما مفاده أنّ الخليفة لمّا سمع بأخبار إفريقية وأوضاعها السياسيّة وتاريخها عرف أنها ليست مأمونة الجانب ولا ميسورة الفتح ولا قريبة الطاعة، فعجّل بإيقاف عمرو.
خلال الفترة ما بين تمام فتح برقة، وحصار المسلمين لطرابلس وفتحها، كان عمرو بن العاص قد وجّه عقبة بن نافع نحو الطريق الداخليّ بين برقة وزويلة لافتتاح الواحات حتّى لا تتحوّل إلى أماكن تجمّع للمقاومة البربريّة فتقطع طريق العودة على المسلمين، فافتتح أجدابية في طريقه صلحًا على أن تؤدّي 5 آلاف دينار جزية للمسلمين، ثم واصل عقبة حتى بلغ زويلة، فصالحه أهلها، وصار ما بين برقة وزويلة للمسلمين. وبعد أن تمّ فتح إقليمَي طرابلس وفزّان؛ شارك عقبة في الحملات التي تلت ذلك لإتمام إخضاع بقيّة قبائل الصحراء وإدخالها في الإسلام أو العهد.

### ولاية برقة

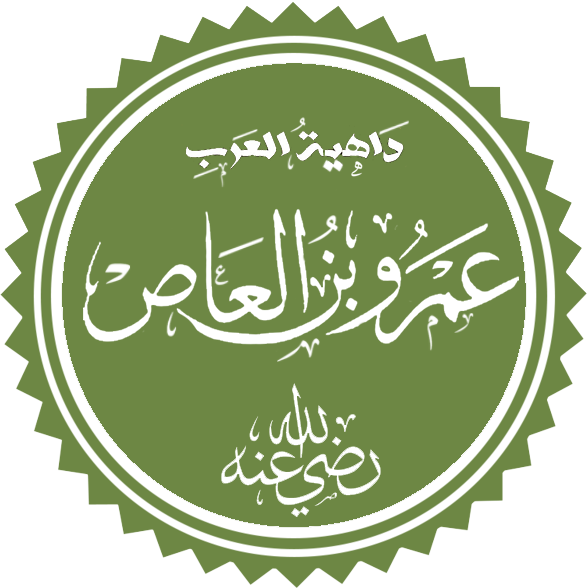
تخطيط لاسم عمرو بن العاص والذي أعطى عقبة القيادة في برقة والأراضي التي افتتحها أثناء ولايته على مصر.

ولى عمرو بن العاص عقبة على برقة والمناطق التي افتتحها، وعاد عمرو إلى الفسطاط. وكتب عمرو إلى عمر بن الخطاب يخبره أنه قد ولى عقبة بن نافع الفهري، وأنه بلغ زويلة وأن ما بين زويلة وبرقة سلْمٌ كلهم، قد أطاع مسلمهم بالصدقة، ومعاهدهم بالجزية، وأنه بلغ طرابلس ففتحها، فكتب إلى عمر يطلب منه الإذن بفتح إفريقية فقال: «إن بينها وبين إفريقية تسعة أيام، فإن رأى أمير المؤمنين أن يأذن للمسلمين في دخولها فعل، فإن المسلمين قد اجْتَرءُوا عليهم وعلى بلادهم وعرفوا قتالهم، وليس عدوًّا كلُّ شوكة منهم، وإِفريقية عين مال المغرب، فيوسع الله بما فيها على المسلمين». لكن عمر رفض ذلك وكتب إليه: «ولو فتحت إِفريقية ما قامت بوال مقتصدٍ لا جند معه، ثم لا آمن أن يقتلوه، فإن شحنتها بالرجال كلفت حمل مال مصر أو عامته إليها، لا أدخلها جندًا للمسلمين أبدًا، وسيرى الوالي بعدي رأيه». توفي عمر بن الخطاب، وتولى عثمان بن عفان الخلافة في ذي الحجة 23 هـ، وفي سنة 24 هـ عيّن عثمان عبد الله بن سعد بن أبي السرح على خراج مصر، مع بقاء عمرو على الجيش والإدارة في مصر، فاختلف عمرو وعبد الله، فكتب عبد الله بن سعد إلى عثمان يقول: «إن عمرا كسر الخراج»، وكتب عمرو: «إن عبد الله كسر على حيلة الحرب»، فكتب عثمان إلى عمرو أن ينصرف، وجعل عبد الله بن سعد واليًا لمصر.
لم تتحدث المراجع عن شيءٍ ثابتٍ مما حصل خلال السنوات الأربع التي انقضت بين انصراف عمرو وإقبال عبد الله بن سعد، لكن يرجّح أنّ طرابلس وما يليها من البلاد ارتدّت عن طاعة المسلمين بعيد انصرافهم عنها، وتعتقد بعض المصادر أنّ عقبة بن نافع لبث في برقة خلال هذه الفترة، حيث وجده فيها عبد الله بن سعد حينما أقبل سنة 27هـ، وأنه كان يتردد بين القبائل حول برقة والواحات القريبة منها التي ظلّت على طاعة المسلمين طوال هذه الفترة. وتعتقد بعض المصادر أنّ إمدادات بيزنطيّة جديدة وصلت إلى طرابلس، فاستطاع أهلها أن يعوضوا ما خسروه حين فتح المسلمون مدينتهم، كما يظهر أنّ الحامية البيزنطيّة الجديدة التي أتتها اتعظت من الأخبار التي رواها الطرابلسيون عن غزوة المسلمين الأولى، فزادوا العناية بأسوار المدينة وتحصيناتها وأقاموها من جديد، وأخذت السفن الروميّة تصل مينائها بالمتاجر والجند وتقلع عنها، فعادت إلى ما كانت عليه قبيل الفتح الإسلامي ببضع سنوات.

## فتح إفريقية

### موقعة سبيطلة

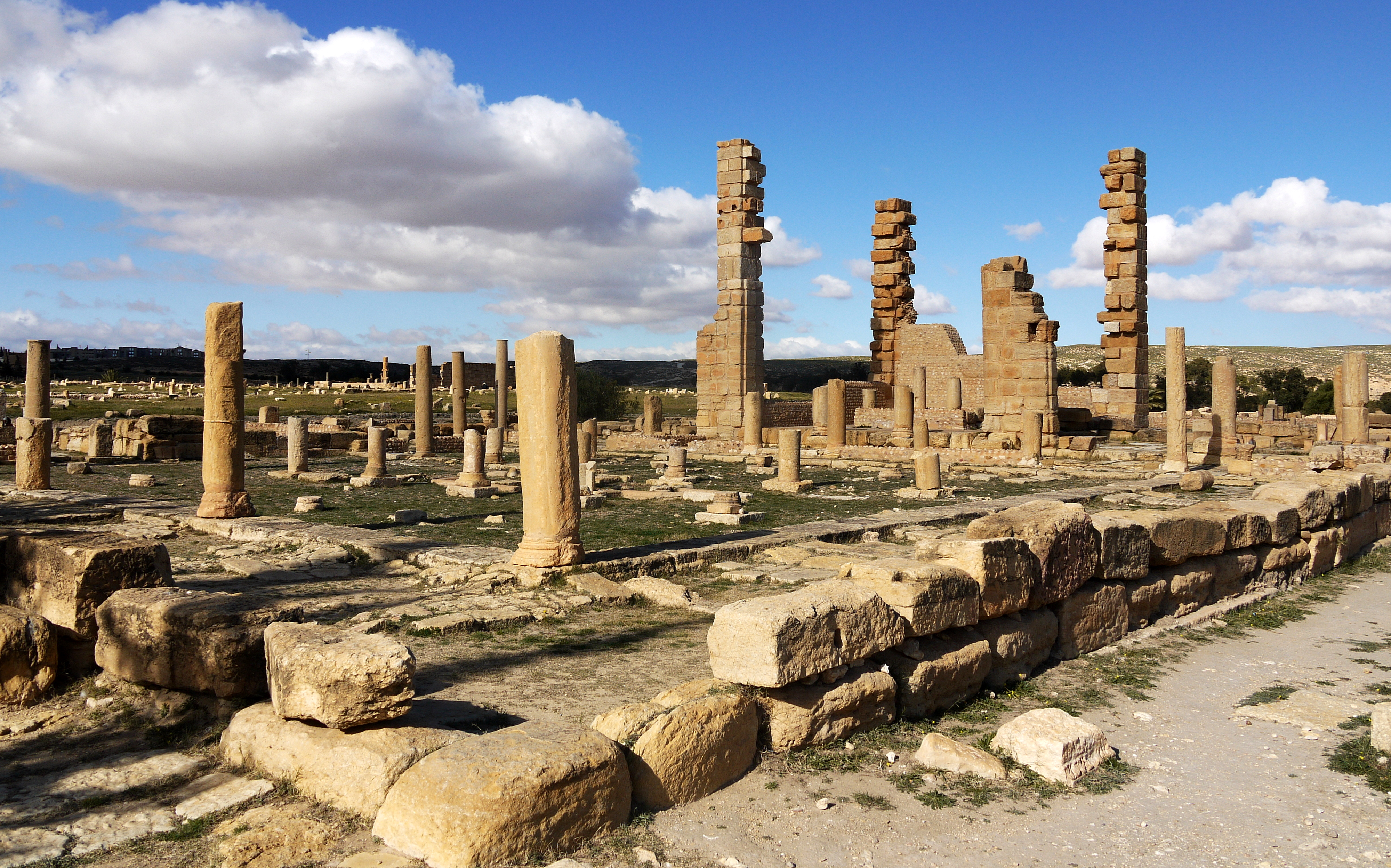
أطلال في مدينة سبيطلة التي اتخذها البطريرك جرجير عاصمةً له قبيل الفتح الإسلامي للمدينة.

افتتح ابن أبي السرح ولايته بابتعاث السرايا إلى أطراف إفريقية، فنجحت تلك السرايا في مهمتها، وعادت مثقلة بالغنائم. وأرسل ابن أبي السرح إلى عثمان بخبر تلك السرايا، وليستأذنه في فتح إفريقية. شجّع نجاح السرايا عثمان، فوافق على مواصلة التقدّم نحو إفريقية رغم أنه كان في البداية على رأي عمر بن الخطّاب بالتوقف عن غزوها، لكنّ الأنباء المشجعة حول نجاح الحملات على أطراف إفريقية، بالإضافة إلى موافقة كبار الصحابة على هذا الأمر، جعلته يعقد العزم على التقدّم، فنادى بالجهاد في إفريقية، واجتمع خلقٌ كثيرٌ من المسلمين من كل القبائل، وخاصّةً تلك التي كانت تقطن حول المدينة المنوّرة. وقام عثمان فيهم خطيبًا وحثّهم على الجهاد، ووزّع عليهم السلاح، كما أمدّهم بألف بعير يحمل عليها ضعفاء الناس أي فقرائهم، فخرج المسلمون في جيشٍ عظيمٍ سنة 27 هـ يقوده الحارث بن الحكم بن أبي العاص، إلى أن يقدموا على ابن أبي السرح بمصر فتكون القيادة له. ضمّ الجيش العديد من الأسماء البارزة كمعبد بن العبّاس بن عبد المطلب ومروان بن الحكم بن أبي العاص وعبد الله بن الزبير والمسوّر بن مخزمة وعبد الرحمٰن بن زيد بن الخطّاب وعبد الله وعاصم وعبيد الله أبناء عمر بن الخطاب وعبد الرحمن بن أبي بكر وعبد الله بن عمرو بن العاص وبسر بن أبي أرطأة وأبي ذؤيب الهذلي والمطّلب بن السّائب وعبد الله بن عباس وعبد الله بن جعفر بن أبي طالب والحسن والحسين ابني عليّ بن أبي طالب وغيرهم. فخرج ابن أبي السرح من مصر بجيش قوامه 20 ألف مقاتل من الفسطاط إلى إفريقية. وما أن بلغ الجيش برقة، انضم عقبة بن نافع ومن معه من المسلمين إلى الجيش، وأثناء تقدمهم وجدت إحدى سرايا الاستطلاع مراكب للروم راسية بالقرب من طرابلس، فاشتبكت معها، واستولت على ما فيها، وأسروا 100 رجل من الروم، بينما تحصّن أهل طرابلس خلف أسوار مدينتهم ولم يخرجوا للقاء ابن سعد، ولم يهاجمهم هو الآخر. ولا شكّ في أنّ المسلمين، وخاصّةً أولئك الذين خبروا الحرب على حدود إفريقية، كانوا يعلمون أنّ أهل طرابلس يكتفون منهم بتركهم في أمان، وعلى ذلك رأى ابن سعد ألّا ينهك قواه في إعادة فتح طرابلس. فتركها خلف ظهره، واتجه نحو أرض إفريقية الحقيقيّة مبتعدًا عن الشاطئ إلى أن وصل إلى منطقة قمونية (في موضع القيروان حاليا).
حينئذٍ، كانت إفريقية تحت ولاية البطريرك جرجير بن نيقيتاس بعد أن استقلّ بها عن الإمبراطوريّة البيزنطيّة واستأثر بحكم ما بين أطرابلس إلى طنجة، واتخذ من مدينة قرطاج عاصمةً لحكمه، ثمّ انسحب إلى سبيطلة كما أسلف. ولمّا بلغه خبر مسير جيش المسلمين، جمع 120 ألف مقاتل، وقبع ينتظر الموقعة الحاسمة. وكانت قمونية التي بلغها المسلمون غير بعيدة عن سبيطلة، فحطّ ابن سعد رحاله فيها ليستريح الجند من عناء الطريق وليأخذوا في الاستعداد للقاء الروم. وفي هذه الأثناء أخذ يرسل السرايا تستكشف البلاد في كل الجهات، وتأتي بالمؤن والعلف. وقبل أن يبدأ القتال بين القوّات الرئيسيّة، دارت مفاوضات بين الطرفين، وأرسل ابن أبي السرح رسلًا إلى جرجير يعرضون عليه -كما هي العادة- الإسلام أو الجزية أو الحرب، فاختار الحرب وأن تحدد القوّة من ستكون له اليد العليا. ووقف الجيشان الإسلامي والرومي وجهًا لوجه في موضعٍ أمام سبيطلة على بعد يومٍ وليلةٍ واحدةٍ من المدينة، والتحم الجيشان واستبسلا في معركةٍ هائلة، فتعقّد موقفهما، ولم يتمكنا من الحسم، فالروم كانوا يرهبون المسلمين وينهزمون أمامهم،:10 والمسلمون كانوا يخشون كثرة الروم وعظم معداتهم. فكانوا يقتتلون نهارًا من الصبح إلى صلاة الظهر، ثمّ يعودون إلى معسكراتهم فلا يستأنفون القتال إلّا في اليوم التالي. وقتئذٍ، أراد جرجير أن يحفّز جنوده على القتال، فأعلن عن جائزة لمن يقتل أمير المسلمين ابن أبي السرح بأن يزوّجه ابنته ويعطيه ما معها من جواري وأموال، ويعلي من قدره. ولمّا علم المسلمون بأمر الجائزة، أعلن ابن أبي السرح أن من يقتل جرجير وهبه ابنته ومن معها.
أشار ابن الزبير على ابن أبي السرح، أن يؤخّر بعض فرسان المسلمين عن القتال، ويقاتل بمن بقي، حتى ينهك الروم القتال، فيشرك هؤلاء الفرسان في القتال، ففعل. وجد ابن الزبير ثغرة في جيش الروم، فاخترق صفوفهم مع 30 فارسًا، حتى وصل إلى جرجير وقتله. فتشجّع المسلمون، وهُزم الروم هزيمة كبيرة، ثمّ حاصر ابن أبي سرح سبيطلة حتى فتحها، وغنم المسلمون يومئذٍ غنائم كثيرة. بعد ذلك، سار ابن أبي سرح فحاصر قرطاج حتى فتحها، ثم بثّ ابن أبي سرح السرايا إلى قفصة وحصن الأجم، فحاصرتهما حتى طلب أهلوهما الأمان فاستأمنوهما، فدبّ الرعب وتوافد أهل البلاد مسالمين، واصطلح المسلمون والرّوم على تأدية جزية للمسلمين قدرها 330,000 صرد، على أن يكف عنهم ويخرجوا من بلادهم فقبل ابن أبي السرح ذلك منهم، وأرسل ابن الزبير ببشارة الفتح إلى المدينة. وتهافت بطاركة إفريقية إلى ابن أبي السرح معلنين دخولهم ورعاياهم تحت ظل الخلافة، فأعطاهم المسلمون العهد المعتاد بأن لا يتعرّض لهم أحد في دينهم وأنفسهم ونسائهم وأولادهم وكنائسهم، وفي تلك الأثناء انسحب الروم إلى شبه جزيرة شريك (بين تونس وسوسة حاليًّا) واجتمعوا هناك في مدينةٍ تعرف بإقليبية ومنها انسحبوا بحرًا إلى جزيرة قوسرة.

### توقف الفتوحات
عاد عقبة إلى مصر مع الجند سنة 28 هـ وظل بمصر مدة ثلاث عشرة سنة حتى 41 هـ، وتوقفت حركة الفتوحات إلا قليل من الحملات العسكرية. وعكف عقبة على العبادة والتفقه خلال تلك الحقبة. وفي تلك الفترة حدثت الكثير من الأحداث، ففي سنة 33 هـ نقض أهل إفريقية عهدهم مع المسلمين، فغزاها ابن أبي السرح مرة أخرى. وفي 34 هـ، سار معاوية بن حديج التجيبي والي مصر الجديد إلى إفريقية لقتال المنتقضين. وفي 18 ذي الحجَّة سنة 35 هـ قُتِلَ عثمان بن عفان ووقعت الفتنة بين المسلمين، ولم تذكر المصادر شيئًا عن أحوال عقبة في تلك الفترة، ويبدو أنه اعتزل الفتنة ولم يشارك فيها. وفي 39 هـ تولى عمرو بن العاص ولاية مصر مرة ثانية، وفي 41 هـ استتب الأمر لمعاوية بن أبي سفيان بعد الصلح مع الحسن بن علي فيما يُعرف بعام الجماعة.
في سنة 41 هـ، أرسل عمرو بن العاص معاوية بن حديج لفتح إفريقية مرَّة ثانية، بعد أن نقض أهل إفريقية العهد مُجددًا، فسار على رأس جيش عدته عشرة آلاف، فالتقى عقبة في برقة. كما أرسل ابن العاص عقبة بن نافع إلى غدامس سنة 42 هـ، فافتتحها، ومنها سار إلى ودَّان وبعض النواحي المجاورة لها، فافتتحها أيضًا. وولى معاوية بن حديج ولاية إفريقية، وكان أول والٍ لها. وبعث مُعاوية بن حُديج رويفع بن ثابت إلى جربة، فافتتحها.

### ولاية عقبة على إفريقية
في سنة 47 هـ ولى معاوية بن أبي سفيان معاوية بن حديج على مصر، فعاد ابن حديج إلى مصر وأناب عقبة بن نافع على ولاية حرب إفريقية، وفي سنة 49 هـ غزا عقبة بن نافع الروم في البحر بأهل مصر. وفي سنة 50 هـ/670م عزل معاوية بن سفيان معاوية بن حديج عن إفريقية، وأقره على ولاية مصر، وولى على إفريقية عقبة بن نافع الفهري.
ابتدأ عقبة ولايته بغزو سرت، ومنها سار إلى ودّان بعد أن نقض أهلها عهدهم معه حين افتتحها في ولاية عمرو بن العاص الثانية، فافتتحها مجددًا. وبعدها سار إلى جرمة كبرى مدن فزّان، فدعاهم إلى الإسلام، فأجابوا. ثم مضى على قصور فزّان، فافتتحها قصرًا قصرًا، ومنها إلى قصور خاوار، فحاصر قصبة كوار،:222 فلم يتمكن منها، فمضى وافتتح قصورها، ثم عاد من طريق آخر إلى خاوار، فداهم أهلها وافتتح القصبة. بعد ذلك، انصرف عائدًا إلى زويلة، ومنها سار إلى أرض قبيلة مزاتة في ودّان، فافتتح قصورها، ثم إلى صفر فافتتحها، ثم بعث خيلاً إلى غدامس، فأعاد افتتاحها غدامس. ولما عادت إليه السرايا سار إلى قفصة فافتتحها، وافتتح قصطيلية،:223 كما وجّه عقبة بسر بن أبي أرطأة إلى إحدى القلاع بالقرب من مجانة، فافتتحها. وازدادت قوّات المسلمين آنذاك وقدرتهم على الحرب بفضل البربر الذي دخل العديد منهم في الإسلام، فأصبحوا، وهم أهل البلاد، يقدمون النصح والمشورة ويرشدون الجيوش ويقاتلون معهم. ولم يلقَ عقبة مقاومةً تذكر في حملته وغزواته.

### تخطيط القيروان

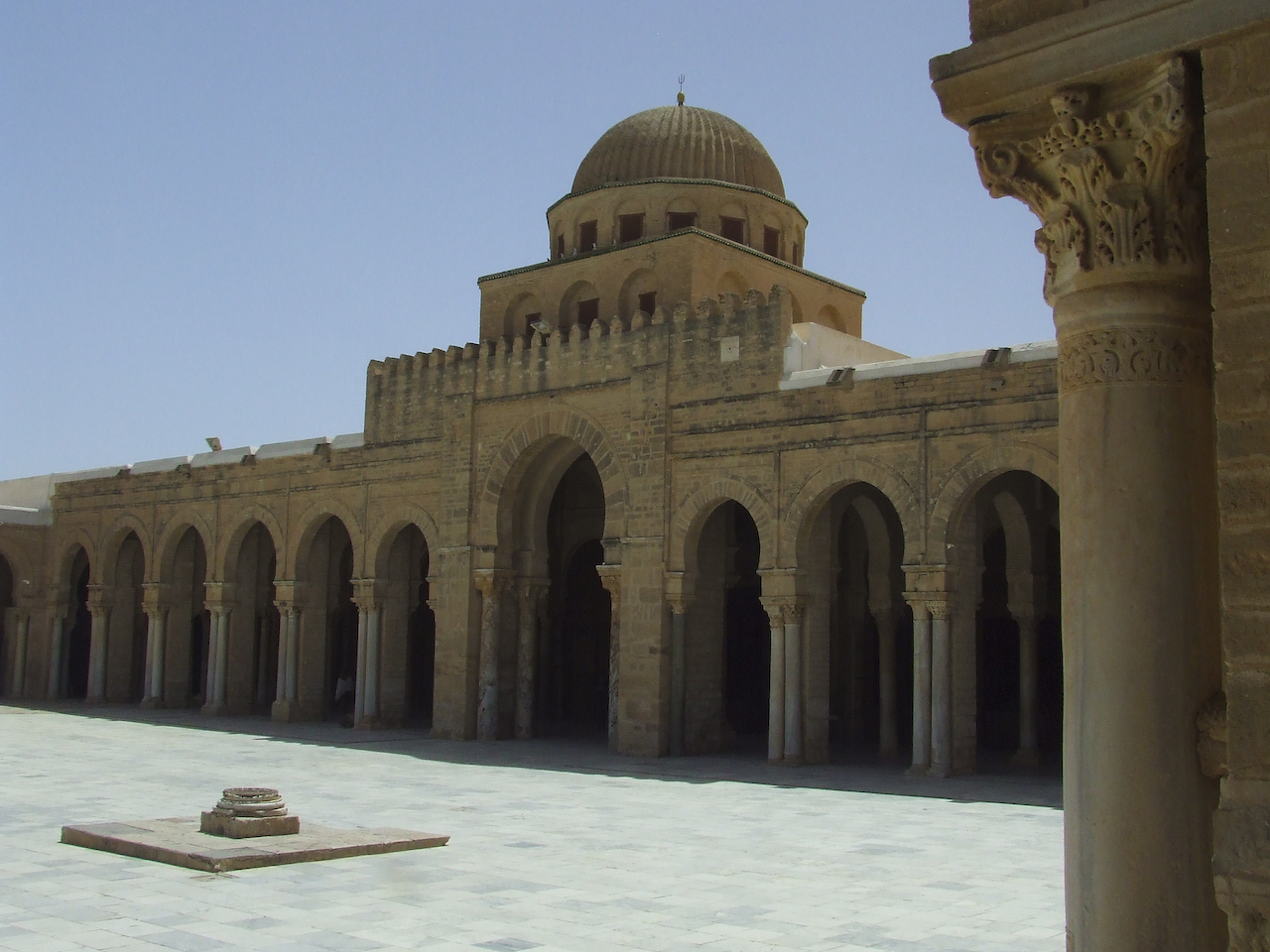
جامع عقبة بن نافع في القيروان، أول مسجد في المغرب العربي.

بعدما استقر الأمر للمسلمين مع البربر في وسط إفريقية، رأى عقبة بناء مدينة لتكون مقرًا لرباط جند المسلمين، وحتى لا يتمرد أهلها مرة أخرى. فقال: «إن أفريقية إذا دخلها إمام أجابوه إلى الإسلام فإذا خرج منها رجع من كان أجاب منهم لدين الله إلى الكفر فأرى لكم يا معشر المسلمين أن تتخذوا بها مدينة تكون غزا للإسلام إلى آخر الدهر»، فاتفق الناس على ذلك وأن يكون أهلها مرابطين وقالوا: «نقرب من البحر ليتم لنا الجهاد والرباط»، فقال عقبة: «إني أخاف أن يطرقها صاحب القسطنطينية بغتة فيملكها ولكن اجعلوا بينها وبين البحر ما لا يدركه صاحب البحر إلا وقد علم به». فلما اتفق رأيهم على ذلك قال: «قربوها من السبخة؛ فإن دوابكم الإبل وهي التي تحمل أثقالكم، فإذا فرغنا منها لم يكن لنا بد من الغزو والجهاد حتى يفتتح الله لنا منها الأول فالأول وتكون إبلنا على باب قصرنا في مراعيها آمنة من عادية البربر والنصارى». فسار عقبة مع أصحابه فوقع اختياره على وادي كثير الشجر، اختطّ فيه مدينة دعاها «القيروان».

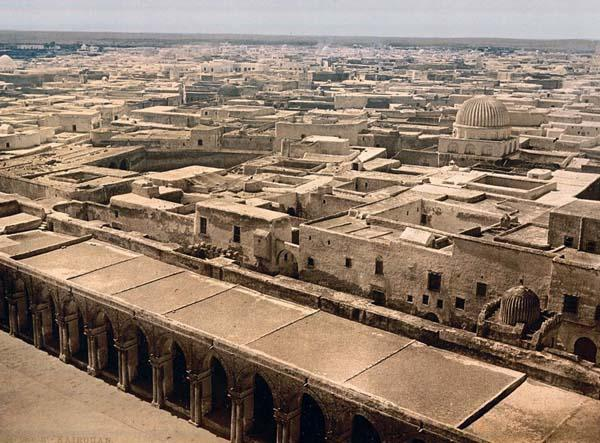
منظر عام لمدينة القيروان سنة 1899.

ابتدأ عقبة بناء القيروان سنة 51 هـ، وأجابه العرب إلى ذلك ثم قالوا: «إنك أمرتنا ببناء في شعاري وغياض لا ترام ونحن نخاف من السباع والحيات»، وكان في عسكره ثمانية عشر رجلاً من الصحابة وسائرهم من التابعين. فأخذ عقبة يدعو الله مع أصحابه، ثم مضى إلى السبخة وواديها ونادى: «أيتها الحيات والسباع نحن أصحاب رسول الله ﷺ فارحلوا عنا فأنا نازلون ومن وجدناه بعد هذا قتلناه»، فيروى أن أهل إفريقية بعد ذلك ظلوا أربعين عاما لا يرون فيها حيًا لا عقربًا ولا سبعاً. كما أمر بقطع أخشاب أشجار الزيتون البرّي لاستعمالها في البناء، وكانت تلك الأشجار كثيفة وعديدة، حتّى قيل أنّ القيروانيين كانوا يحتطبون الدهر من زيتونها فلا يتأثّر. وبعد قطع ما يلزم من الأشجار، أمر عقبة بإحراق الأرض المخصصة للبناء كي يظهرها من الأشواك والشجيرات. كان أوّل ما اختطّ من القيروان هو «دار الإمارة»، ثم أتى المسلمون إلى موضع «المسجد الأعظم»، فاختطّوه. ثم أخذ الناس في بناء الدور والمساكن والمساجد. استمرّت عمليّة البناء حتّى سنة 55 هـ، فعمرت القيروان بالأبنية وأقيمت فيها الأسواق وبتمام بناء المدينة أمن المسلمون واطمأنوا في إفريقية، وثبت الإسلام فيها.
:21

### عزل عقبة
تولى مسلمة بن مخلد الأنصاري ولاية مصر، فسعى لعزل عقبة بن نافع وضم ولاية إفريقية إليه. فاستغل مسلمة بن مخلد إنفاق عقبة أموال الغنائم على تأسيس القيروان بأنه حرم بيت المال من الغنائم. فعزل معاوية عقبة سنة 55 هـ عن ولاية إفريقية وضمها إلى مسلمة الأنصاري، الذي بادر بدوره إلى تعيين خالد بن ثابت الفهمي التابعي على إفريقية. وسرعان ما توفى خالد، فعين مسلمة عليها مولاه أبا المهاجر دينار. فكان أول مولى يتولى ولايةً في الدولة الأموية.
وصل أبو المهاجر إلى القيروان سنة 55 هـ الموافقة لسنة 674م، ومعه جيشٌ من مصر والشام مزودًا بأمرٍ من سيده مسلمة بعزل عقبة والإساءة إليه، فاعتقله وسجنه وألبسه الحديد حتى أتاه كتابٌ من الخليفة بتخلية سبيله وإرساله إليه، فخرج عقبة حتى أتى موضعًا يعرف بقصر الماء، فصلى، ثم دعا، وقال: «اللهم لا تمتني حتى تمكني من أبي المهاجر دينار». سار عقبة إلى دمشق وقابل معاوية بن أبي سفيان واشتكى له مما فعله معه أبو المهاجر، ومما قاله: «فتحت البلاد وبنيت المنازل ومسجد الجماعة ودانت لي. ثم أرسلت عبد الأنصار فأساء عزلي». فاعتذر معاوية من عقبة قائلًا: «قد عرفت مكان مسلمة بن مخلد من الإمام المظلوم وتقديمه إياه بدمه وبذل مهجته».
كره أبو المهاجر أن ينزل القيروان، أو أن يتخذها قاعدةً له، حقدًا على مؤسسها، فهجرها وهجرها الناس، واختط محلة أخرى بالقرب من القيروان لتكون قاعدته الجديدة، وهي قرية «دكرور» البربرية، فأقام فيها المسجد الجامع ودار الإمارة. وظل الأمر على ذلك حتى وفاة معاوية.

### ولاية عقبة الثانية على إفريقية

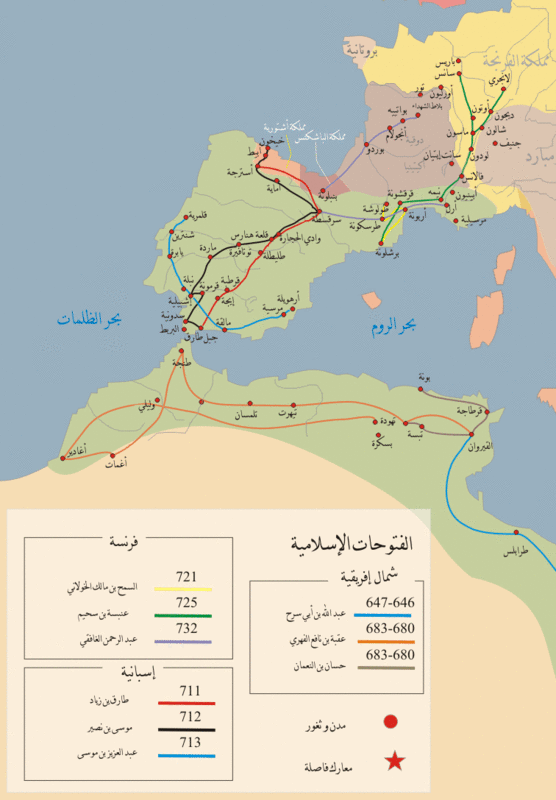
الفتوحات الإسلامية في إفريقية والمغرب ابتداءً من عقبة بن نافع وحتى عبد الرحمن الغافقي.

بعد وفاة معاوية بن أبي سفيان سنة 60هـ، رأى يزيد بن معاوية أن يرد عقبة بن نافع على إفريقية وأن يفصل ولاية إفريقية عن ولاية مصر فيجعلها ولاية مستقلة بذاتها، فأعاد عقبة عاملًا عليها سنة 62 هـ. فرحل عقبة من الشام ومعه خمسة وعشرون رجلاً من الصحابة،:33 وعشرة آلاف فارس، ولما مر بمصر استقبله واليها مسلمة واعتذر منه وأقسم أن أبا المهاجر خالفه فيما صنع. ولما دخل عقبة إفريقية، اعتقل أبا المهاجر وألبسه الحديد، وخرب مدينته وأعاد إعمار القيروان.:33

### فتح الجريد والزاب
جهز عقبة جيشًا قوامه بين 10 آلاف، و15 ألف جندي، واستخلف زهير بن قيس البلوي على القيروان، وخرج للغزو. فزحف عقبة إلى الجريد أولًا، وفتحها فتحًا ثانيًا، كما فتح حصن لميس ومدينة باغانة حيث دار قتالٌ عنيفٌ مع الروم انتهى بانتصار المسلمين وحصولهم على الكثير من الغنائم. كذلك، صالح عقبة أهل فزان، وتابع تقدمه غربًا نحو الزاب واصطدم مع الروم في وادي المسيلة وهزمهم، وتقدم نحو تاهرت فهزم جموع البربر من زناتة ومكناسة وهوارة وغيرها. ولما اقترب من المدينة استغاث البربر بالروم الذين أسرعوا لنجدتهم لأنهم وجدوا الفرصة سانحة للانتقام من المسلمين وتجديد التحالف مع البربر.:25
لما رأى عقبة كثرة العدو وقف خطيبًا في صفوف الجيش، فحمد الله وقال: «أيها الناس. إن أشرافكم وخياركم الذين رضي الله عنهم وأنزل فيهم كتابه بايعوا رسول الله ﷺ بيعة الرضوان على من كفر بالله إلى يوم القيامة وهم أشرافكم باعوا أنفسهم من رب العالمين بجنته بيعةً رابحة. وأنتم اليوم في دار غربة. فالقوا أعداءكم بقلوبٍ صادقةٍ. فقاتلوا عدوكم على بركة الله وعونه والله لا يرد بأسه عن القوم المجرمين». واشتبك المسلمون والروم في معركةٍ، انتهت بهزيمة الروم، وحاولوا الانسحاب مع حلفائهم من البربر والفرنجة إلى داخل تاهرت، فقطع عليهم المسلمون الطريق إلى باب المدينة وقتلوا كثيرًا منهم وغنموا أموالهم وسلاحهم.:24

### فتح طنجة

مسار فتوحات عقبة بن نافع في شمال أفريقيا

توجه عقبة بن نافع إلى بلاد المغرب الأقصى، قاصدًا مدينة طنجة. وتحول عقبة في سيره نحو الساحل عبر ممر تازة باتجاه طنجة، وانهزم البربر والأفارقة أمامه بعد أن كثر فيهم القتل فلاذوا بالحصون والقلاع. في هذه المعارك قتل الكثير من البربر وخاصةً بربر أوربة، فكان ذلك عاملًا مهمًا دفع زعيمهم كسيلة إلى الفرار من الجيش مترصدًا عقبة حتى يعود إلى الشرق من غزوته ليثأر منه لنفسه وللبربر، وأخذ يعد جيشًا بربريًا بالاتفاق والتنسيق مع الروم للتصدي لعقبة. لم يحاصر عقبة الحصون التي تتطلب جهدًا وقوةً لفتحها، وفضل مهاجمة غير البربر من سكان المغرب النصارى، وتوغل غربًا حتى وصل لجوار طنجة.:26
عندما وصل المسلمون إلى أحواز إمارته، سارع يليان حاكم طنجة وسبتة لمقابلة عقبة وقدم إليه الهدايا طالبًا المهادنة، وعقد معه معاهدة صلح، وأرشده إلى مواطن الضعف عند البربر ووجهه نحوهم. وتجنب الصدام مع المسلمين. فقبل عقبة أن يبقيه أميرًا على بلاده، وتابع زحفه غربًا.

### فتوح السوس

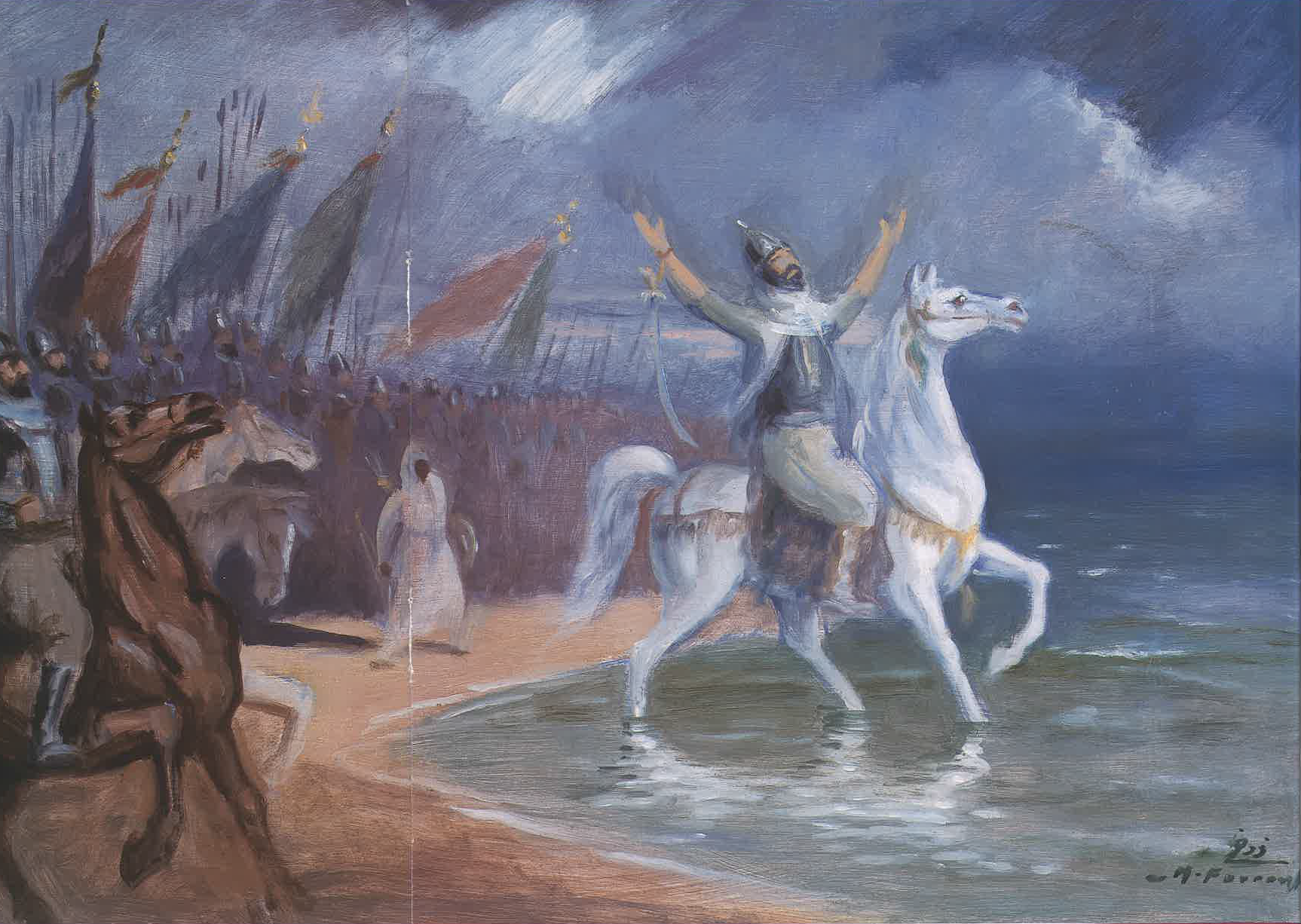
لوحة لِلرسَّام اللُبناني مُصطفى فرُّوخ تُصوِّر عقبة بن نافع وقد خاض مياه المُحيط الأطلسي مُناجيًا الله ومُعتذرًا عن عدم قدرته على التقدُّم أكثر من هذا، بعد أن بلغ أقصى العالم وفق المفهوم السائد آنذاك.

فكر عقبة بعبور البحر لمتابعة الفتح في أيبيريا. فنصحه يليان بعدم اجتياز البحر حتى لا يترك الروم وراء ظهره، بينما البربر أمامه، وقال له إن هؤلاء «لا يعلم عددهم إلا الله، وهم جاهليةٌ لم يدخلوا في دين النصرانية ولا غيرها»،:26 ووصف له عاداتهم وتقاليدهم. فتوجه عقبة للقضاء على ما تبقى من قواعد الروم، ثم إخضاع بربر المغرب الأقصى، وبدأ بالسوس الأدنى (خلف طنجة) حيث مساكن قبائل مصمودة. سار عقبة جنوبًا إلى مدينة وليلي القديمة فافتتحها، وهناك التقى بجموع بربر الأطلس المتوسط وهزمهم واتبعهم جنوبًا إلى صحراء بلاد درعة، فقاتلهم مجددًا وهزمهم وتتبعهم في الصحراء حتى تارودانت. وبنى مسجدًا في مدينة درعة، ثم حول أنظاره نحو الشمال الغربي إلى منطقة تافلالت، فدار حول جبال الأطلس العليا، ودخل بلاد صنهاجة حيث أطاعه الناس دون قتال. وأتبع ذلك بدخول منطقة قبائل هسكورة في طريقه إلى مدينة أغمات، ولم يخرج أهل أغمات للقاء المسلمين بل اعتصموا بمدينتهم، ولكنهم لم يلبثوا أن نزلوا على حكم عقبة بعد أن ضرب عليهم الحصار مدة قصيرة. ومن أغمات اتجه عقبة غربًا إلى مدينة تفيس عاصمة منطقة الوادي، فضرب الحصار عليها حتى فتحها وبنى فيها مسجدًا. وبدخول المسلمين مدينة تفيس الحصينة فُتح أمامهم وادي السوس الأقصى، فقصد عقبة عاصمته وهي مدينة إيجلي التي بنى فيها مسجدًا هي الأخرى. ودعا عقبة قبائل المنطقة إلى الدخول في الإسلام فأجابته قبائل جزولة الذين أتوه فأسلموا ثم عادوا إلى منازلهم. ومن إيجلي سار إلى ماسة، ومنها إلى رأس إيغيران يطوف على المحيط الأطلسي. بعدما وصل للمحيط؛ اعتقد عقبة أنه أنهى فتح المغرب، ويقال أنه سار بفرسه في مياه المحيط حتى بلغت بطنه، وقال: «يا رب لولا هذا البحر لمضيت في البلاد مجاهدًا في سبيلك». وورد في موضعٍ آخر أنه قال: «يا رب لولا أن البحر منعني لمضيت في البلاد إلى مسالك القرنين مدافعًا عن دينك مقاتلًا من كفر بك». وأدخل عقبة فرسه في البحر حتى بلغ الماء السرج وقال: «اللهم إني أطلب السبب الذي طلب عبدك ذو القرنين»، فقيل له: «يا ولي الله وما السبب الذي طلبه؟» فقال: «ألا يعبد في الأرض إلا الله وحده».

## مقتله

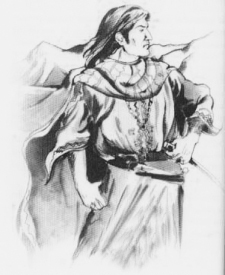
كسيلة زعيم أوربة الذي قتل عقبة ورفاقه وسيطر على إفريقية بعدها لبضع سنوات.

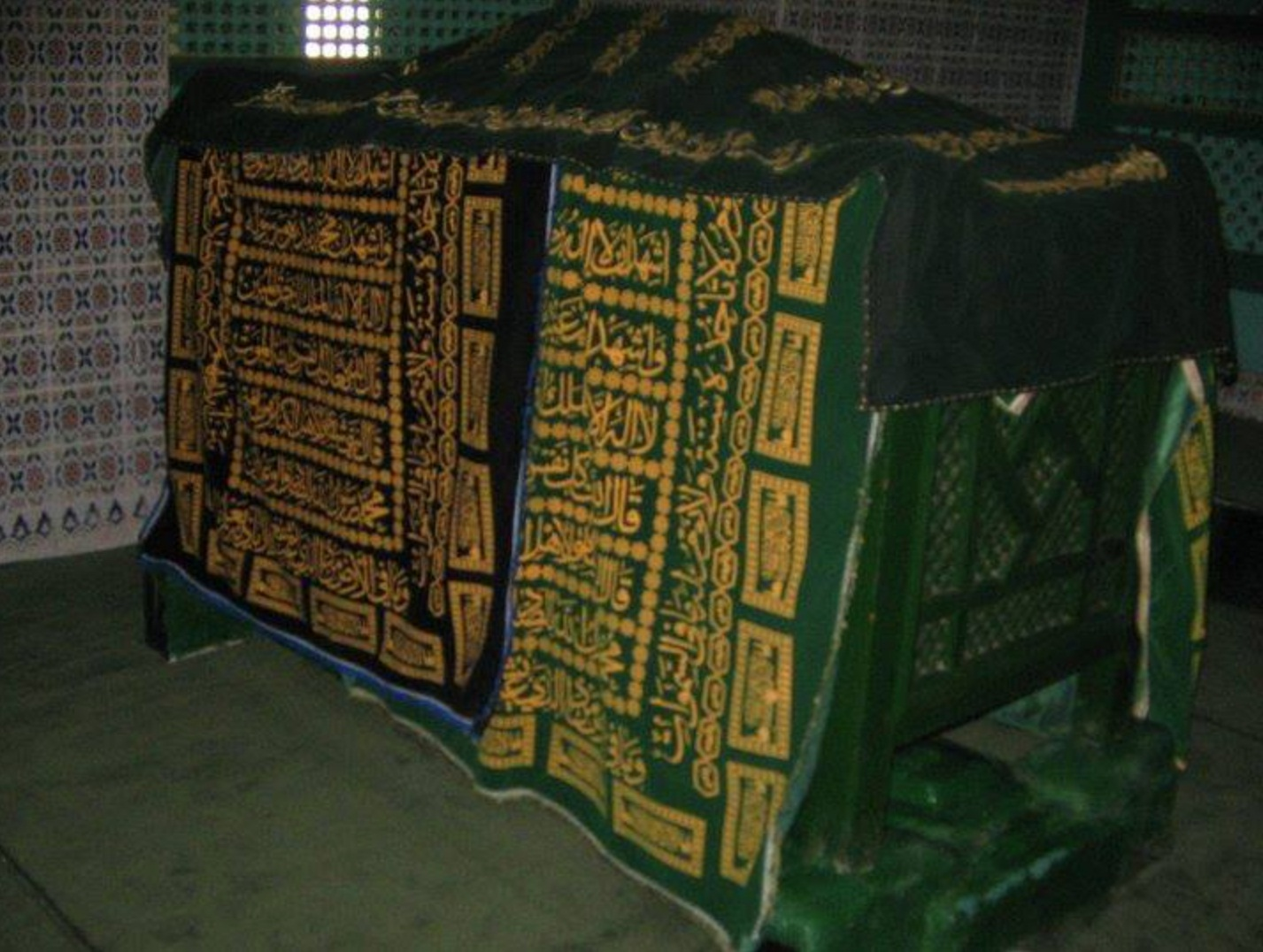
ضريح يُنسب إلى عقبة بن نافع بسيدي عقبة بالجزائر.

وصل عقبة إلى بلاد جزولة في السوس الأقصى، واتصل بقبائلها فأسلمت. ثم قرر عقبة العودة إلى القيروان، وفي طريق العودة استمعت له الكثير من القبائل ودخلت في الإسلام، وانضم بعض رجالها إلى الجيش الإسلامي. وترك عقبة أحد أصحابه في منطقة وادي تنسيفت -في منتصف المسافة بين مدينتي مراكش والصويرة حاليًا- يدعى «شاكر» لتعليم البربر أصول الإسلام. وهذا الموضع عرف باسم هذا التابع، فهو «رباط شاكر» أو «رباط سيدي شاكر» أو «سيدي شيكر» حسب النطق الدارج بتلك الأنحاء. وحتى ذلك الوقت لم يجد عقبة مقاومة جدية، لكنه عندما دخل بلاد دكالة ودعا أهلها إلى الإسلام امتنعوا عليه ودبروا الغدر به بحسب الظاهر، فقاتلهم وهزمهم، لكن ذلك كلف المسلمين غاليًا، إذ قتل الكثير منهم بما فيهم عددٌ من القادة، فسمي ذلك الموضع بـ«مقبرة الشهداء». ثم تابع سيره حتى وصل إلى بلاد هسكورة، حيث يقول بعض الباحثين أن معركةً أخرى جرت بين المسلمين وأهل تلك الأصقاع انتهت بهزيمتهم، فيما قال آخرون أن بربر هسكورة فروا من أمام عقبة، وأنه لم يقاتله أحد بعد ذلك من أهل المغرب.:28

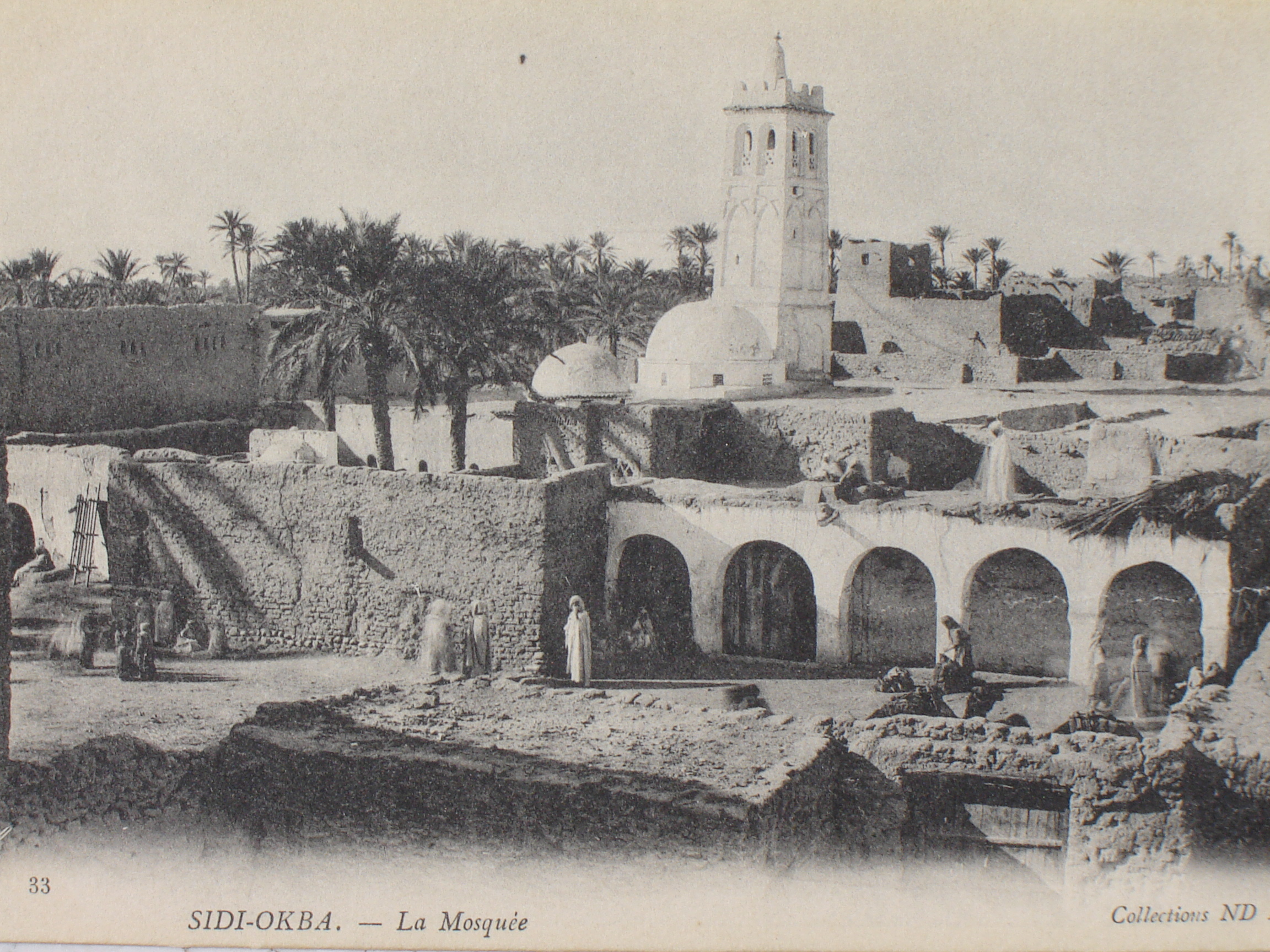
مسجد عقبة بن نافع، بمدينة سيدي عقبة التي سُميت على اسمه، بالقرب من موضع مقتله بولاية بسكرة.

ولما بلغ عقبة مدينة طبنة، صرف جل عساكره إلى القيروان حتى بقي في قلةٍ من جنده، يقدر عددهم بحوالي 300 رجل فقط، معظمهم من الصحابة والتابعين. فاستغل كسيلة ذلك للثأر من المسلمين، واتصل بالروم والفرنجة وحشد منهم ومن قبائل البربر غير المسلمة جيشًا قوامه خمسون ألف مقاتلٍ تقريبًا، واعترض عقبة ومن معه عند تهودة في الزاب جنوب جبال الأوراس. فلما رأى عقبة جيش العدو أيقن بالنهاية، فأخلى سبيل أبي المهاجر وطلب منه الانصراف إلى المشرق، وكذلك من المسلمين الذين يرغبون في العودة، وصمم هو على أن يقتل في سبيل الله. لكن أبا المهاجر رفض وأفراد الجيش، بل أن أبا المهاجر رفض أن تفك قيوده كي لا يغرى بالانسحاب، ونزل هو والجنود عن خيولهم وكسروا أغماد سيوفهم كي لا تعاد فيها.:29 وسرعان ما اشتبك عقبة ورجاله مع جيش كسيلة في معركةٍ غير متكافئة، فقتل عقبة وأبو المهاجر وأغلب الجيش، ووقع في الأسر قلة منهم محمد بن أوس الأنصاري ويزيد بن خلف العبسي، افتداهم ابن مصاد البربري المسلم صاحب قفصة، وأرسلهم إلى زهير بن قيس البلوي نائب عقبة على القيروان.

### موقع مقتله
ذكرت أغلب المصادر أن المكان الذي قُتل فيه عقبة ورفاقه هو بلدة تهودة من بلاد الزاب بالقرب من بسكرة، ورُوي عن شهر بن حوشب أن النبي نهى عن سكن تهودة وقال: «سوف يقتل بها رجال من أمتي على الجهاد في سبيل الله تعالى ثوابهم كثواب أهل بدر وأهل أحد، وأنهم ما بدلوا حتى ماتوا»، وجاء عن شهر أنه قال: «سألت جماعة من التابعين عن هذه العصابة التي ذكر رسول الله صلى الله عليه وسلم فقالوا: ذلك عقبة بن نافع وأصحابه قتلهم البربر والنصارى بمدينة يقال لها تهودة فمنها يحشرون يوم القيامة وسيوفهم على عواتقهم حتى يقفوا بين يدي الله عز وجل.». وحكم علماء الحديث على هذا الحديث بالوضع، لأن راويه إِسحاق بن أبي عبد الملك الملشوني كان يضع الأحاديث. وسُمِّيت المنطقة المجاورة بسيدي عقبة، ويقع اليوم مسجد وضريح يُنسب لعقبة بن نافع في مسجد «عقبة بن نافع» بمدينة سيدي عقبة التي تبعد عن مدينة بسكرة بحوالي 20 كلم، وهو المسجد ذكره ابن خلدون وقال فيه: «إنه أشرف مزار في بقاع الأرض لما توفر فيه من عدد الشهداء والصحابة التابعين». ويعد ثالث أقدم المساجد في المغرب العربي بعد مسجد القيروان ومسجد أبي المهاجر دينار.

## صفاته
قال شمس الدين الذهبي: كان ذا شجاعة، وحزم، وديانة، قال مفضل بن فضالة: كان عقبة بن نافع مجاب الدعوة، فذكر الواقدي أن القيروان كانت غيضة لا يرام من السباع والأفاعي، فدعا عليها، فلم يبق فيها شيء، وهربوا حتى إن الوحوش لتحمل أولادها. وروى عن يحيى بن عبد الرحمن بن حاطب قال: لما افتتح عقبة إفريقية، قال: يا أهل الوادي! إنا حالون إن شاء الله، فاظعنوا، ثلاث مرات، فما رأينا حجرًا ولا شجرًا إلا يخرج من تحته دابة حتى هبطن بطن الوادي. ثم قال للناس: انزلوا بسم الله. ويُروى أنه سلك طريقًا وعرة ليس فيها ماء، فأصابه وأصحابه العطش، فجعل فرس عقبة ينبش برجليه في الأرض حتى ظهرت صخرة، فانفجر الماء من حولها، فأمر عقبة بحفرها فخرج الماء وشربوا جميعًا، وسُمَّى هذا المكان بـ «ماء فرس». فكان عُقبة يُلقَّب بـ «عقبة المُستجاب».

## آثاره وتأثيره

### الآثار المعمارية

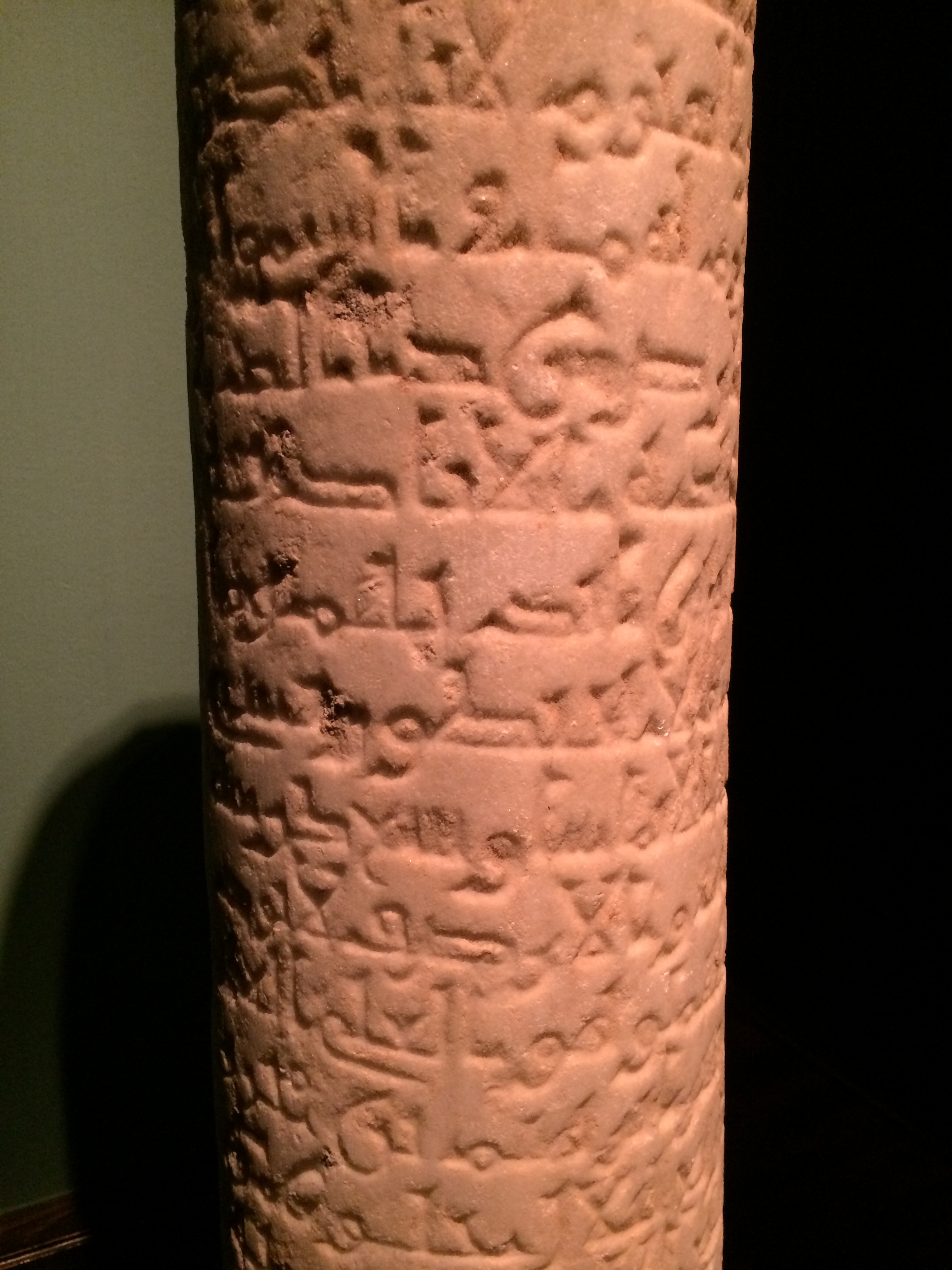
حجر منقوش بالخط الكوفي من القيروان، يرجع للقرن التاسع الميلادي

أشهر آثار عقبة الإنشائية تخطيطه لمدينة القيروان، والتي تُعتبر من أقدم وأهم المدن الإسلامية، بل هي المدينة الإسلامية الأولى في بلاد المغرب، واستمرّ في بنائها قرابة خمس سنوات، فبنى بها عقبة الأبنية والأسواق، وبلغت مساحتها 13,600 ذراع، وأصبحت قاعدة انطلاق الفتوح ناحية المغربين الأوسط والأقصى، وبتمام بناء المدينة أمن المسلمون واطمأنوا في إفريقية، وثبت الإسلام فيها، وأقبل الأفارقة والبربر والسودان على السكن في القيروان، واعتنقوا الإسلام وامتزجوا مع العرب بمرور الوقت.:21 وأصبحت القيروان بعد وفاة عقبة أولى المراكز العلمية في المغرب العربي، ولقد قصدها أبناء المغرب وغيرها من البلاد المجاورة. وسكن بالمدينة العديد من التابعين، ومنها خرجت علوم المذهب المالكي، وإلى أئمتها كل عالم ينتسب وكان قاضي القيروان يمثل أعلى منصب ديني في عموم البلاد المغربية. كما كان مسجد عقبة الجامع ومعه بقية مساجد القيروان تعقد فيه حلقات للتدريس وأنشئت مدارس جامعة أطلقوا عليها (دور الحكمة). فكان عقبة بن نافع قد وضع محراب المسجد الجامع في متجه القبلة، وقال له أصحابه: «إن أهل المغرب يضعون قبلتهم على قبلة هذا المسجد فأجهد نفسك في تقويمه». واجتهد عقبة بن نافع، فأصبح محراب القيروان أسوة وقدوة لبقية مساجد المغرب الإسلامي.

### الفهريون
استمر نسل عقبة بن نافع في بلاد شمال إفريقيا والأندلس بعد وفاته، وسُميت سلالته بالفهريين، واستمر دورهم من منتصف القرن الأول إلى منتصف القرن الثاني الهجريين، وإذا استطاع الفهريون السيطرة على السلطة فترة تفوق عشر سنوات (129 هـ- 140 هـ)، وتأسيس سلالة مستقلة فعليًا في إفريقية. وكان حبيب بن أبي عبيدة بن عقبة الفهري من أبرز القادة المسلمين في المغرب حتى قُتل في معركة بقدورة. وتولى بعده عبد الرحمن بن حبيب بن أبي عبيدة الفهري، والذي حكم كأمير مستقلّ وبقوّة نادرة. فسيطر على النظام العام مدةً تزيد على عشر سنوات.:179 وحكم ابنه يوسف بن عبد الرحمن الفهري ولاية الأندلس والذي كان شبه مستقل عن الخلافة، فاجتمع عليه أهل الأندلس لأنه قرشي، بعد موت أميرهم ثوابة بن سلامة، ورضي به الخيار من مضر واليمن، فدانت له الأندلس تسع سنين وتسعة أشهر، وكان آخر الأمراء بالأندلس، وعنه انتقل سلطانها إلى بني أمية. كما استمرت سلالته في الأندلس وعُرفوا باسم «آل ابن الجد»، فكان منهم القضاة والعلماء والفقهاء والمؤرخون.

## وصلات خارجية
- الأمير المجاهد، عقبة بن نافع، فاتح بلاد المغرب على موقع طريق الإسلام.
- صفحة عن عقبة بن نافع على موقع شبكة السرداب.

| المناصب السياسية       | المناصب السياسية        | المناصب السياسية       |
| ---------------------- | ----------------------- | ---------------------- |
| سبقه معاوية بن حديج    | والي إفريقية 47 - 55 هـ | تبعه أبو المهاجر دينار |
| سبقه أبو المهاجر دينار | والي إفريقية 62 - 63 هـ | تبعه زهير بن قيس       |